# Kaplica Wszystkich Świętych w Jewiach
Kaplica Wszystkich Świętych – kaplica prawosławna w Jewiach, wzniesiona w 1936 przez ówczesnego proboszcza parafii w Jewiach ks. Aleksandra Niedwieckiego. 

## Historia
Kaplica jest położona w okolicy cerkwi parafialnej, w obrębie kwatery prawosławnej na miejscowym cmentarzu. Do II wojny światowej obiekt służył jako kaplica pogrzebowa. Na jej ścianach rozmieszczone były tablice z nazwiskami żołnierzy rosyjskich z pułków kwaterujących w Wiłkomierzu i Mariampolu poległych w bitwach pod Borodino i Austerlitz. Część z tych tablic pochodziła z cerkwi w Mariampolu zaadaptowanej przez władze litewskie w okresie międzywojennym na kościół katolicki. 
W 1959 władze radzieckie zarekwirowały budynek i zaadaptowały go na magazyn. Parafianie zdołali jedynie przenieść znajdujące się w niej tablice do cerkwi Zaśnięcia Matki Bożej, gdzie znajdują się po dziś dzień. Po rozpadzie ZSRR budynek został zwrócony parafii, jednak ze względu na jego dewastację w ciągu poprzednich dziesięcioleci tylko kilkakrotnie był on wykorzystywany zgodnie z przeznaczeniem. W latach 90. XX wieku, z braku funduszy, wykonano jedynie najniezbędniejsze prace konserwatorskie.

## Architektura
Kaplica wzniesiona jest na planie prostokąta. Fasada budynku ma kształt oślego łuku, podobny motyw zdobniczy powtarza się nad drzwiami i wokół półkolistych okien. W środku dachu niewielka cebulasta kopuła z krzyżem prawosławnym, na każdej z bocznych ścian znajdują się po trzy okna.